# Véronique Lefrancq
Véronique Lefrancq est une femme politique Belge née le 30 novembre 1972. Elle était députée Centre démocrate humaniste (cdH) pour la Région Bruxelles depuis le 11 juin 2019. Puis comme indépendante depuis le 5 octobre 2022

## Biographie
Véronique Lefrancq est née à Schaerbeek d’un père belge et d’une mère marocaine,, elle a grandi en Belgique mais aussi au Maroc et en France. 
Elle possède un diplôme préparatoire aux études comptables et financières.

## Carrière
En 2003, Véronique Lefrancq représente le Cercle européen de la Communauté marocaine et des Amis du Maroc.
En 2006, Véronique Lefrancq rejoint Joëlle Milquet, alors échevine, à la Ville de Bruxelles. Elle suivra Joëlle Milquet lors de l’ensemble de sa carrière ministérielle. D’abord au fédéral au cabinet Emploi, puis Intérieur avant de la suivre à la Fédération Wallonie-Bruxelles au cabinet Enseignement jusqu’en 2016 où Joëlle Milquet démissionne.
En 2012, Véronique Lefrancq devient échevine à Koekelberg sur la liste du bourgmestre Philippe Pivin après avoir passé six années comme conseillère communale. En 2018, elle décide de lancer sa propre liste Alternative Humaniste et obtient 9% de suffrages lors des élections. Elle rejoint la majorité PS-Ecolo-Groen et garde son mandat d’échevine.
Elle est députée Centre démocrate humaniste (cdH) pour la Région Bruxelles depuis le 11 juin 2019. Elle était troisième sur la liste cdH pour ce scrutin régional à Bruxelles en 2019 et a fait partie des 34 nouveaux députés siégeant pour la première fois au parlement bruxellois à cette date. 
En 2019, elle est nommée au Trophée Marocains du Monde dans la catégorie Politique, prix finalement remis à Mohamed Chaib Akhdim, premier député d'origine marocaine à siéger au Cortes Generales. 
Le 5 octobre 2022, elle annonce son départ du groupe Les Engagés au Parlement bruxellois, à la suite de divergences idéologiques. Elle siège désormais en tant que députée indépendante.

## Mandats
- Députée Bruxelloise[12] - Parlement de la Région de Bruxelles-Capitale depuis le 11/06/2019
- Échevine[12] - Commune de Koekelberg depuis le 01/12/2012
- Membre Comité d'Arrondissement[13]
- Membre Comité Section Locale[13]